# 淌塘镇
淌塘乡，是中华人民共和国四川省凉山彝族自治州会东县下辖的一个乡镇级行政单位。

## 行政区划
淌塘乡下辖以下地区：
老厂村、淌塘村、白龙村、木树村、麦地村和麻塘村。